# Axis: Bold as Love
Axis: Bold as Love é o segundo álbum de estúdio do The Jimi Hendrix Experience, lançado em 1967.
Depois de Are You Experienced a banda lançou mais este clássico.
Durante as sessões, The Jimi Hendrix Experience lançou seu quarto single na Inglaterra, intitulado "Burning Of The Midnight Lamp"/"Stars That Play With Laughing Sam's Dice" em agosto de 1967. Entretanto, a densa qualidade musical do single evitou que o mesmo se tornasse um hit, 18º lugar, para desgosto de Jimi. Como o single não foi lançado nos EUA, Jimi pode colocar "Burning Of The Midnight Lamp" no terceiro e último álbum, o Electric Ladyland no ano seguinte. "Up From The Skies" Foi outro single que não vingou de seu álbum. Hendrix posteriormente seria rotulado como alguém que não gostava de lançar singles e procurava se expressar plenamente por meio de seus álbuns.
Muitos das canções dos álbuns foram compostas com técnicas de gravação em estúdio em mente, e eram raramente tocadas em apresentações ao vivo. Somente "Spanish Castle Magic" e "Little Wing" foram apresentadas com frequência nos shows. "Spanish Castle Magic" vem do nome de um salão de dança. "Little Wing" tornou-se uma das canções mais conhecidas de Hendrix. Foi regravada pela banda Derek and the Dominos de Eric Clapton, e três anos depois teve uma regravação instrumental muito conhecida feita por Stevie Ray Vaughan. "Little Wing" é o anjo-da-guarda de Hendrix (assim como "Waterfall", que é mencionado na canção "May This Be Love" de seu álbum de estreia).
Para o álbum, o grupo exibiu vários estilos musicais e os críticos viram como uma demonstração do crescimento de Jimi Hendrix como compositor.  O álbum apresentou "Spanish Castle Magic" e "Little Wing", duas composições de Hendrix que partem de suas raízes atuando com bandas de rhythm and blues, que permaneceriam em seu repertório ao vivo ao longo de sua carreira.
A capa do álbum, que se baseia na iconografia religiosa hindu, gerou polêmica. Foi projetado sem a aprovação de Hendrix, e ele expressou publicamente sua insatisfação. No entanto, o álbum se tornou um grande sucesso e foi certificado como platina nos Estados Unidos e prata no Reino Unido. Em 2000, Axis: Bold as Love foi eleito o número 147 no All Time Top 1000 Albums de Colin Larkin (2000).[carece de fontes?] A Rolling Stone classificou Axis: Bold as Love em 92º lugar em sua lista de 2020 dos 500 Top 500 Maiores Álbuns de Todos os Tempos.

## Antecedentes
Em 18 de junho de 1967, a Experience fez sua estreia nos EUA no Festival Pop de Monterey. Imediatamente após o festival, Bill Graham os reservou para uma série de cinco shows no Fillmore. Enquanto eles estavam na Califórnia, Chandler reservou uma sessão para 28, 29 e 30 de junho no Houston Studios em Los Angeles. Embora eles tenham trabalhado em "Burning of the Midnight Lamp" e uma nova composição de Hendrix, "The Stars That Play with Laughing Sam's Dice", eles abandonaram as gravações inferiores. Chandler comentou: "Reservei três dias lá porque me disseram que era um estúdio de última geração, mas era terrível. O lugar era como um estúdio de ensaio em comparação com o Olympic. Los Angeles estava muito atrasado naquela época." Após uma semana de apresentações em Los Angeles e Nova York, o tempo foi reservado no Mayfair Studios em Londres para 6 e 7 de julho.
A data de lançamento agendada para Axis: Bold As Love quase foi adiada quando Hendrix perdeu a fita master do lado um do LP, deixando-a no banco de trás de um táxi em Londres. Com o prazo se aproximando, Hendrix, Chas Chandler e o engenheiro Eddie Kramer remixaram a maior parte do lado um em uma única sessão noturna, mas eles não conseguiram igualar a qualidade da mixagem perdida de "If 6 Was 9". O baixista Noel Redding tinha uma gravação em fita dessa mixagem, que teve que ser alisada com um ferro, pois havia enrugado. Durante os versos, Hendrix duplicou seu canto com uma linha de guitarra que ele tocou uma oitava abaixo de seus vocais. Hendrix expressou seu desapontamento por ter remixado o álbum tão rapidamente, e ele sentiu que poderia ter sido melhor se eles tivessem tido mais tempo.
Kramer foi paciente com Hendrix, que frequentemente exigia várias repetições; no entanto, em outubro de 1967, Chandler estava cansado do perfeccionismo do guitarrista. Noel Redding também ficou frustrado com as repetidas demandas de Hendrix por re-tomadas, e começou a se ressentir das instruções explícitas de Hendrix sobre o que ele tocava no estúdio. Hendrix e Mitchell começaram a expressar suas opiniões sobre as escolhas criativas que foram deixadas para Chandler durante a gravação de Are You Experienced. Mitchell comentou: "Axis foi a primeira vez que ficou claro que Jimi era muito bom trabalhando atrás da mesa de mixagem, bem como tocando, e tinha algumas ideias positivas de como queria que as coisas fossem gravadas. Pode ter sido o início de qualquer potencial conflito entre ele e Chas no estúdio."

## Gravação
Após a conclusão de Are You Experienced no final de abril de 1967, a Jimi Hendrix Experience continuou sua programação de sessões de gravação regulares, retornando ao Olympic Studios em Londres em 4 de maio, para começar a compor material para um LP de acompanhamento. Com Chas Chandler como produtor, Eddie Kramer como engenheiro e George Chkiantz como segundo engenheiro, a banda começou a sessão trabalhando em um original de Noel Redding que ele havia escrito sobre hippies, intitulado "She's So Fine". Contava com vocais de fundo de Hendrix e Mitch Mitchell; Redding mais tarde lembrou que Hendrix estava entusiasmado em gravar a música porque ela foi escrita em Lá com um acorde de Sol que ele gostou de tocar. Eles alcançaram uma fita master do trabalho na tomada 23, no qual Redding duplicou seu vocal principal. A banda também fez gravações iniciais do que se tornaria "If 6 Was 9", usando os títulos provisórios de "Section A" e "Section B" para identificar seus dois segmentos distintos. Durante uma sessão no dia seguinte, Hendrix e Mitchell melhoraram a "Section B", agora intitulada "Symphony of Experience", regravando a maioria de suas partes de guitarra e bateria. Uma mixagem de redução preparada por Kramer abriu espaço para overdubs adicionais, incluindo o vocal principal de Hendrix, vocais de apoio e um efeito de percussão criado por Chandler, Hendrix e os convidados Graham Nash e Gary Leeds batendo os pés em uma plataforma de bateria. Como uma estranheza adicional, Hendrix tocou uma flauta doce na pista, alcançando o que eles consideraram um som satisfatório, apesar de sua completa falta de treinamento formal com o instrumento. Também gravada durante essas sessões foi a faixa experimental "EXP". Em dois dias, o grupo gravou faixas básicas para sete composições, embora apenas três tenham sido incluídas no álbum.

Eu preenchi as quatro canais básicos com bateria estéreo em dois dos canais, o baixo no terceiro e a guitarra base de Jimi no quarto. A partir daí, Chandler e eu misturávamos isso em dois canais em outro gravador de quatro canais, nos dando mais dois canais para colocar o que quisermos, o que geralmente inclui a guitarra e os vocais de Jimi, bem como os vocais de apoio e alguma percussão adicional.

—Eddie Kramer
Em 9 de maio, a Experience se reuniu novamente no Olympic Studios com Chandler, Kramer e Chkiantz. Hendrix estava curioso sobre um cravo que estava armazenado no Studio A da instalação, então neste dia ele sentou-se ao instrumento e começou a escrever "Burning of the Midnight Lamp", uma música que se tornou o quarto single do The Experience no Reino Unido. Hendrix tentou quatro tomadas antes de parar durante o dia, produzindo uma demo grosseira de aproximadamente um minuto e meio de duração. Em 10 de maio, a banda apresentou seu último single, "The Wind Cries Mary", no programa de televisão da BBC Top of the Pops.

## Música e letras
Muitas das músicas de Axis: Bold as Love raramente eram tocadas ao vivo. Apenas "Spanish Castle Magic" e "Little Wing" eram tocadas regularmente. A letra de "Spanish Castle Magic" foi inspirada em The Spanish Castle, um salão de dança no que hoje é Des Moines, Washington, perto de Seattle, onde Hendrix tocou com grupos de rock locais durante seus anos de colégio. Em "Little Wing", Hendrix toca sua guitarra através de um alto-falante Leslie pela primeira vez (um alto-falante giratório que cria um efeito oscilante, que é normalmente usado com órgãos elétricos). De acordo com Colin Larkin, Axis se concentrou menos na guitarra do que no álbum anterior do Experience, e foca mais nos "dons de Hendrix como compositor". O autor Charles Shaar Murray descreveu Axis como "mais leve, mais solto e mais melódico" do que seu antecessor.
'Axis: Bold as Love' abre com "EXP", que utiliza de forma inovadora feedback microfônico e harmônico. A faixa ambém apresentou um efeito panning estéreo experimental no qual os sons que emanam da guitarra de Hendrix se movem através da imagem estéreo, girando em torno do ouvinte. A peça refletia seu crescente interesse por ficção científica e espaço sideral. O autor Keith Shadwick descreveu a faixa como "uma das músicas mais selvagens que Hendrix já lançou".
"Wait Until Tomorrow" é uma canção pop com um riff de guitarra R&B com Mitchell e Redding fazendo backing vocals. A quinta faixa, "Ain't No Telling", é uma canção de rock com uma estrutura complexa apesar de sua curta duração. "Little Wing", como o próprio Hendrix disse, foi sua impressão do Festival Pop de Monterey colocado na forma de uma garota. "If 6 Was 9", a última música do lado um, é a faixa mais longa do álbum e indiscutivelmente a mais psicodélica; Gary Leeds (dos Walker Brothers) e Graham Nash usam os pés durante o final para dar alguns passos. A canção aparece com destaque na trilha sonora do filme de contracultura de 1969 Easy Rider.
"You Got Me Floatin", uma canção de rock que abre com um solo de guitarra girando ao contrário (que está ausente na versão Polydor misteriosa e diferentemente mixada deste LP [disponível apenas em estéreo], que fora da França e do Reino Unido era a única disponível na Europa), abre o segundo lado do álbum. Roy Wood e Trevor Burton do Move, que viajou com Hendrix em uma excursão pela Grã-Bretanha durante o inverno de 1967, forneceram os vocais de apoio. A faixa seguinte, "Castles Made of Sand", é uma balada que também faz uso de um solo de guitarra ao contrário. "She's So Fine", a contribuição de Redding para o álbum como compositor, uma peça muito influenciada pelo pop/rock britânico do The Who, apresenta Redding nos vocais principais com a ajuda de Mitchell. "One Rainy Wish" começa como uma balada de valsa, mas desenvolve uma sensação de rock durante o refrão que está em uma tempo de compasso diferente dos versos.
A música "Little Miss Lover" tem elementos de funk e foi a primeira a apresentar um efeito wah-wah percussivo mudo (com as notas "matadoras" da mão da escala) - uma técnica que foi posteriormente adotada por muitos guitarristas. A música final do álbum, "Bold as Love", abre muito abruptamente. Com um refrão psicodélico e um solo prolongado no final, o álbum esmaece. Em 2005, a Rolling Stone classificou "Little Wing" como número 366 em sua lista "500 Greatest Songs of All Time".
Hendrix compôs a faixa título e o final do álbum em torno de dois versos e dois refrões, durante os quais ele junta emoções com personas, comparando-as com cores. A coda da música apresenta a primeira gravação de phasing estéreo. Numerosas tentativas de uma trilha de ritmo básica foram realizadas antes que uma satisfatória fosse alcançada na 27ª tomada. Shadwick descreveu a composição como "possivelmente a peça mais ambiciosa do Axis, as metáforas extravagantes das letras sugerindo uma confiança crescente" nas composições de Hendrix. Sua guitarra ao longo da música é marcada por arpejos de acordes e movimentos contrapontísticos, com acordes parciais escolhidos por tremolo fornecendo a base musical para o refrão, que culmina no que o musicólogo Andy Aledort descreveu como "simplesmente um dos melhores solos de guitarra elétrica já tocados". A faixa desaparece em paradas duplas de notas de trinta segundos escolhidas por tremolo. Em 2011, a Guitar World classificou a faixa em 24º lugar na lista "Hendrix's 100 greatest performances".

## Capa do Álbum
Hendrix expressou consternação em relação à arte da capa do álbum, que o retrata ele a banda Experience como várias formas de Vixnu, incorporando uma pintura delas por Roger Law, a partir de um foto-retrato de Karl Ferris. Hendrix afirmou que a capa teria sido mais apropriada se destacasse sua herança indígena americana. A imagem pintada da Experience foi então sobreposta em cima de uma cópia de um cartaz religioso produzido em massa. Hendrix comentou: "Nós três não temos nada a ver com o que está na capa do Axis." Ao contrário da capa do álbum anterior, as edições do Reino Unido e dos Estados Unidos apresentavam a mesma imagem. Os hindus, desde então, expressaram raiva sobre a apropriação da divindade Vixnu para a capa do álbum e pôster. O Ministério do Interior do governo da Malásia, a fim de proteger sensibilidades religiosas após reclamações, instituiu uma proibição de obras de arte a partir de junho de 2014.
Em novembro, uma gigantesca ampliação em preto e branco do pôster Hapshash/Osiris apresentando Hendrix vestido como um nativo americano usando um chapéu de guerra de penas foi usada como pano de fundo para sua aparição no Hoepla, um controverso programa de TV holandês. O pôster original apresentava fantásticas litografias offset em rosa, laranja e azul impressas em folha de ouro. Este pôster, embora produzido mais tarde em Londres e supostamente encomendado por Hendrix, tinha um texto na parte superior para fazer com que parecesse um pôster original anunciando seus shows de 1967 em Fillmore. Presume-se que as impressões originais deste pôster estejam em coleções particulares, e as cópias posteriores que surgiram alcançaram altos preços em leilões.
A edição original da Track UK veio em uma capa dobrável com um grande retrato em preto e branco do grupo de Donald Silverstein espalhado por dentro e uma folha laranja com letras impressas em vermelho; o custo supostamente alto dessa embalagem foi um tópico digno de nota na imprensa musical. A edição americana não tinha encarte e, em vez da foto do grupo, tinha a letra. Na Europa, a edição da Polydor não tinha letras, mas acrescentou uma borda branca de 25 mm de largura ao redor do retrato interno, enquanto os franceses dispensaram totalmente a capa original e, em vez disso, usaram uma capa não dobrável com uma foto do grupo retirado de um recente programa de TV francês na capa.

## Recepção crítica
| Críticas profissionais | Críticas profissionais |
| Avaliações da crítica  | Avaliações da crítica  |
| Fonte                  | Avaliação              |
| ---------------------- | ---------------------- |
| AllMusic               | [ 42 ]                 |
| Rolling Stone          | [ 43 ]                 |
| Warr.org               | [ 44 ]                 |

A Track lançou Axis: Bold as Love no Reino Unido em 1 de dezembro de 1967, onde alcançou o número cinco e passou 16 semanas nas paradas. Em fevereiro de 1968, ficou em terceiro lugar nos Estados Unidos. O álbum também foi bem recebido pelos críticos musicais, que elogiaram sua mistura de hard rock, rhythm and blues e jazz.
Revisando Axis em 1968 para a Rolling Stone, Jim Miller saudou-o como "o refinamento do ruído branco em psicodelia... o melhor álbum de vodu que qualquer grupo de rock já produziu". A revista Q escreveu em uma revisão retrospectiva que o álbum "deslumbra porque a Experience cria um gênero provavelmente de curta duração porque ninguém mais poderia tocá-lo". Cub Koda do AllMusic considerou isso uma demonstração do "notável crescimento e profundidade" de Hendrix como compositor, utilizando o trabalho de guitarra soul de Curtis Mayfield, "imagens líricas de Dylanesque e hiperatividade do Fuzz Face para produzir mais um lado de sua grande visão musical psicodélica". De acordo com o autor Peter Doggett, o álbum "anunciou uma nova sutileza no trabalho de Hendrix", enquanto Chris Jones, da BBC Music, disse que se distingue de seus outros álbuns de Hendrix como seu "álbum de composições que está chegando à maturidade. Seu auge na elaboração de um pop rock perfeito".
Os críticos também consideraram Axis: Bold as Love o menos memorável dos três lançamentos de estúdio do Experience. De acordo com Richie Unterberger, foi o menos impressionante do Experience, enquanto Kris Needs chamou o álbum de uma "obra-prima de transição, mas frequentemente esquecida". Revendo o catálogo de Hendrix em 2005 para o Blender, o ensaísta musical Robert Christgau reconheceu a produção adequada e a qualidade da guitarra do álbum, e elogiou a fluidez da bateria de Mitchell; ele criticou, entretanto, a "leveza espaçada" da música e a brevidade de algumas faixas: "metade das canções são esquecíveis como canções, mas são boas como gravações."
Em 2000, foi eleito o número 147 no All Time Top 1000 Albums de Colin Larkin. A Rolling Stone classificou Axis: Bold as Love em 92º lugar em sua lista "the 500 greatest albums of all time" de 2020. em 2020. O álbum também recebeu o primeiro lugar em sua lista dos the 40 greatest stoner albums em 2013. A revista Guitarist nomeou o álbum como o número 7 em sua lista de "the most influential guitar albums of all time". Em 2015, a Consequence of Sound descreveu o álbum como "uma obra-prima psicodélica atraente." O álbum também foi incluído no livro 1001 Albums You Must Hear Before You Die.

## Faixas
Todas canções são de Jimi Hendrix, exceto onde comentado.
1. "EXP" - 1:55
2. "Up from the Skies" - 2:55
3. "Spanish Castle Magic" - 3:00
4. "Wait Until Tomorrow" - 3:00
5. "Ain't No Telling" - 1:46
6. "Little Wing" - 2:24
7. "If 6 Was 9" - 5:32
8. "You Got Me Floatin'" - 2:45
9. "Castles Made Of Sand" - 2:46
10. "She's So Fine" (Noel Redding) - 2:37
11. "One Rainy Wish" - 3:40
12. "Little Miss Lover" - 2:20
13. "Bold as Love" - 4:09

## Integrantes
- Jimi Hendrix - guitarra, vocais, baixo, piano, flauta
- Mitch Mitchell - bateria, metalofone, vocais, "entrevistador" na primeira faixa
- Noel Redding - baixo, vocais (um baixo de oito cordas também é utilizado em diversas faixas)

Equipa de apoio
- Trevor Burton - vocais
- Gary Leeds - vocais
- Graham Nash - vocais e acompanhamento
- Roy Wood - vocais
- Chas Chandler - vocais e acompanhamento

## Produção
- Produtor: Chas Chandler
- Engenheiro: Terry Brown, Eddie Kramer
- Supervisores de Remasterização: Janie Hendrix, John McDermott
- Remasterização: Joe Gastwirt, Eddie Kramer, George Marino
- Direção de arte: Ed Thrasher
- Design: David King, Roger Law, Rob O'Connor, Smay Vision
- design da capa: David King, Roger Law
- Inlay design: Petra Niemeier
- Fotografia: Bruce Fleming, Eddie Kramer, Gered Mankowitz, Linda McCartney, Ron Rafaelli, Leni Sinclair, David Sygall, Ed Thrasher, Baron Wolman
- Notas: Michael Fairchild